# We Have Always Fought
We Have Always Fought: Challenging the Women, Cattle and Slaves Narrative est un essai de l'écrivaine américaine de science-fiction féministe Kameron Hurley, qui traite de la représentation des femmes aussi bien en science-fiction que de manière générale.
Il a été publié pour la première fois dans A Dribble of Ink en mai 2013, et a été republié dans le numéro spécial de Lightspeed intitulé Women Destroy Science Fiction.
Cet essai remporte le prix Hugo du meilleur livre non-fictif ou apparenté 2014 et son auteur remporte également le prix Hugo du meilleur écrivain amateur 2014,,.